# Kap Hoorn
Kap Hoorn, gelegentlich auch Kap Horn, (spanisch Cabo de Hornos, englisch Cape Horn) ist eine Landspitze auf der chilenischen Felseninsel Isla Hornos. Kap Hoorn ist, abgesehen von den abgelegenen, noch südlicher gelegenen Diego-Ramírez-Inseln und ohne Berücksichtigung der manchmal ebenfalls zu Südamerika gerechneten Südsandwichinseln, der südlichste Punkt Südamerikas.

## Name
Kap Hoorn wurde von einer Expedition der Hoorner Austraalse Compagnie vom niederländischen Seefahrer Willem Cornelisz Schouten am 29. Januar 1616 erstbeschrieben und zu Ehren des Rates seiner Geburtsstadt Capo Hoorn benannt. Die Behauptung, der Engländer Francis Drake habe bereits im Oktober 1578 Kap Hoorn als Kap Elisabeth früher gesichtet, wurde erst nach 1618 aufgestellt, obwohl sich die Aufzeichnungen des damals schon seit über zwanzig Jahren toten Francis Drake und die Aussagen seiner Mannschaft nicht mit den tatsächlichen Gegebenheiten am Kap deckten.
Im Deutschen wird auch die Schreibweise Kap Horn verwendet, was der englischen und spanischen Schreibung entspricht und sich volksetymologisch begründen lässt: Horn als Bezeichnung für eine Landspitze oder einen Berg (etwa das Horn von Afrika bzw. Matterhorn) und horno, spanisch für ‚(Back-)Ofen‘, als vermeintliche Quellen der legendären Feuer auf Feuerland; deshalb steht Hornos auch im Plural: Cabo de Hornos ‚Kap der Öfen‘.

## Bedeutung
Bis zur Eröffnung des Panamakanals im August 1914 war die Route um das Kap Hoorn eine wichtige Schifffahrtsroute. Sie war neben der etwas weiter nördlich verlaufenden Magellanstraße der kürzeste schiffbare Weg, um von Europa aus an die Westküste Amerikas – z. B. nach Chile oder nach Kalifornien – zu gelangen.
Das Segeln um Kap Hoorn gilt als eine der größten Herausforderungen im Segelsport und als Höhepunkt einer Weltumsegelung. Prominente Hochseesegelregatten, insbesondere das The Ocean Race und die Vendée Globe, segeln rund Kap Hoorn um die Welt. Um Geschwindigkeitsrekorde wie die Jules Verne Trophy für die schnellste Weltumsegelung zu erreichen, muss Kap Hoorn an Backbord gerundet werden. Im August 2022 hat die International Association of Cape Horners (IACH) eine Cape Horn Hall of Fame (deutsch Kap Hoorn Ruhmeshalle) ins Leben gerufen, um die Namen berühmter Persönlichkeiten zu ehren, die in Vergangenheit und Gegenwart das berüchtigte Kap Hoorn unter Segeln gerundet haben.

## Lage
Kap Hoorn liegt auf 55° 59′ südlicher Breite und 67° 17′ westlicher Länge. Die Landspitze liegt auf der zu Chile gehörenden Felseninsel Isla Hornos (deutsch Hoorninsel, nicht zu verwechseln mit den ebenfalls von Schoutens entdeckten Hoorninseln in Mikronesien) und ist der südlichste Punkt im Feuerlandarchipel. Der südlichste Punkt des amerikanischen Festlands ist Kap Froward auf der Brunswick-Halbinsel, etwa 260 km nördlicher. Die südlichsten geografisch zu Südamerika gehörenden Inseln sind die etwa 100 km weiter südwestlich gelegenen, ebenfalls zu Chile gehörenden Diego-Ramírez-Inseln.
1945 wurden Kap Hoorn und die umliegenden Inseln zum Nationalpark Kap Hoorn erklärt.

## Klima

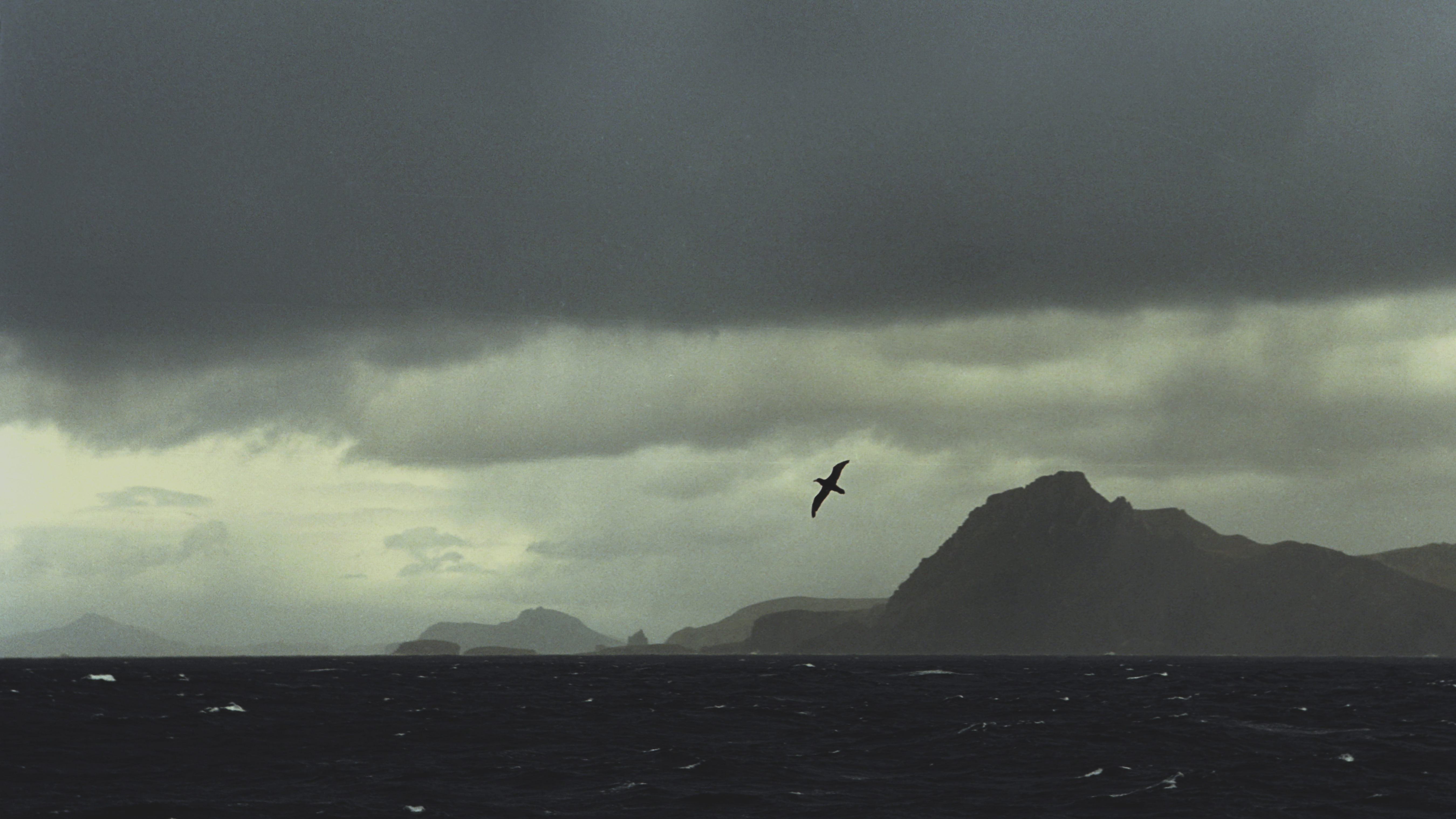
Ende der Welt

Kap Hoorn liegt, wie die südlichsten 2.000 km Südamerikas, in der kalten antarktischen Zirkumpolarströmung. Anders als das um zwanzig Breitengrade weiter nördlich gelegene Südafrika mit dem warmen Agulhasstrom wird Feuerland nie von einer atlantischen Warmströmung (Brasilstrom) erreicht. Vielmehr reicht die polare Kaltströmung (Falklandstrom) im südlichen Sommer bis zum Río de la Plata, im Winter bis Südbrasilien, so dass Kap Hoorn ganzjährig großräumig unter subpolarem Einfluss steht.
Die Lufttemperatur bei Kap Hoorn ist ganzjährig – Tag und Nacht – nahezu identisch mit der Wassertemperatur, die im Januar bei 8 °C und im Juli bei 5 °C liegt. Tagsüber wird es selten wärmer als 12–13 °C. Frost gibt es im Winter nur gelegentlich, Schneefall fast nie, obwohl es an über 280 Tagen im Jahr regnet.
Der Wind weht ganzjährig mit wenigen Ausnahmen aus der westlichen Hälfte der Windrose, östliche Winde sind sehr selten. Die Windstärke im Seegebiet um das Kap ist jedoch eher geringer als beispielsweise im angrenzenden Südostpazifik und vor der chilenischen Küste bei der Magellanstraße, wo durchweg eine Windstärke mehr und eine doppelt so hohe Sturmwahrscheinlichkeit herrscht. Trotzdem weht der Wind im Sommer (Januar) fast ständig mit wenigstens fünf Beaufort, allerdings nur einmal im Monat mit mehr als sieben Beaufort, westlich davon einmal in der Woche. Im Juli sind jeden dritten Tag wenigstens sieben Beaufort und ein Sturm pro Woche zu verzeichnen, während westlich mit zwei Stürmen pro Woche zu rechnen ist.

## Entdeckung
Erstmals gerundet wurde das Kap von einer Expedition der niederländischen Seefahrer Willem Cornelisz Schouten und Jakob Le Maire am 29. Januar 1616. Sie fuhren dabei im Auftrag der Australischen Kompanie, die von Jakob Le Maires Vater Isaac Le Maire nach einem internen Streit mit der Niederländischen Ostindien-Kompanie (VOC) zusammen mit anderen Hoorner Geschäftsleuten gegründet wurde. Da seinerzeit holländische Schiffe die Magellanstraße nur benutzen durften, wenn sie der VOC angehörten, suchte Isaac Le Maire eine von den Rechten der VOC unberührte Passage zum Pazifik zum Handel mit den ostindischen Gewürzinseln.
Der Auftrag der Expedition war die Erkundung eines neuen Weges nach „Ostindien“. Er galt als erfüllt, als sich zwischen Feuerland (in der Sprache des spanischen Eigentümers Tierra del Fuego) und dem hypothetischen riesigen Südkontinent Terra Australis eine Durchfahrt auftat. Sie wurde zu Ehren des Initiators und wichtigsten Finanziers Isaac Le Maire lateinisch Fretum le Maire (wörtlich Le-Maire-Meerenge) genannt, und die zur Terra Australis gehörige „Halbinsel“ im Osten erhielt den Namen Staatenlandt zu Ehren des neu konstituierten niederländischen Parlaments. Die Umwidmung zugunsten des Sohnes Jakob Le Maire erfolgte nach dessen tragischem Tod auf Betreiben des Vaters. Der Inselcharakter des nur sechzig Kilometer langen Staatenlandt konnte nicht erkannt werden, da man auch auf See selten weiter sehen kann als etwa vierzig Kilometer. Die Verbindung der Staateninsel zur riesigen Terra Australis nicht zu sehen, bewies nur, dass man nicht weiter als zwanzig Seemeilen sehen konnte – und das wusste man bereits.
Nach den veröffentlichten Aufzeichnungen des „schiffbrüchigen Passagiers“ Jacob le Maires (sein Expeditionsschiff, die Hoorn, verbrannte bei Reinigungsarbeiten in Patagonien) waren er und Kapitän Schouten der Ansicht, dass Feuerland eine zerklüftete, felsige, aber zusammenhängende Insel ist, deren vermeintliche Südspitze von dem dafür zuständigen Schouten zu Ehren des zweiten großen Finanziers, dem Rat der Stadt Hoorn, nach wissenschaftlicher Gepflogenheit lateinisch Capo Hoorn genannt wurde. Die Le-Maire-Straße, die einfache und kurze Durchfahrt zwischen Amerika und Terra Australis bei der Staateninsel bzw. Staatenlandt, war die wichtige Entdeckung, Kap Hoorn lag bereits deutliche 180 km im Pazifik. Isaac le Maire ließ die Entdeckung dieser Passage, unterstützt von einem „schweigenden“ Schouten, per Gerichtsbeschluss seinem Sohn zuschreiben, mit dem Vater als Erben. Die damit verbundenen und angestrebten Bewirtschaftsrechte der Meerenge wurden jedoch umgehend enteignet und dem Monopol der Ostindien-Kompanie zugeschanzt. Die letzten Prozesse deswegen gingen 1648 verloren.
Mit der Erkenntnis, dass auch Staatenlandt nicht mit Terra Australis verbunden ist und Kap Hoorn die entscheidende Landmarke ist, ließen sich weder die Magellanstraße noch die Le-Maire-Straße mit Zöllen dauerhaft bewirtschaften. Aufgrund des sachlich und historisch falschen, geschäftlich motivierten Gerichtsurteils, dass Jacob le Maire mit der Le-Maire-Straße den Weg in den Pazifik fand, wird ihm ebenso falsch und verkürzt auch die Entdeckung von Kap Hoorn zugeschrieben. Üblicherweise werden jedoch alle Entdeckungen einer solchen Reise dem Kapitän zugerechnet, da dieser bestimmt, in welches unbekannte Gewässer sein Schiff fährt, er die Verantwortung dafür hat und auch das Gesehene zu bewerten und zu interpretieren hat. Schouten hat jedoch, vermutlich aufgrund einer „Vereinbarung“ zwischen ihm und Isaac le Maire, nicht auf einer öffentlichen Würdigung seiner Entdeckerleistung bestanden. Außerdem stammt die veröffentlichte Dokumentation über die Reise zweifelsfrei von dem Repräsentanten der Reederei Jacob le Maire, so dass sich der Eindruck einer Entdeckung durch den mitreisenden Kaufmann schon bei den Zeitgenossen aufdrängte.
Aber nach der Darstellung des deutschen Schriftstellers Wolf-Ulrich Cropp war schon 40 Jahre früher der Engländer Francis Drake 1578 auf seiner Weltumsegelung als erster Europäer um das Kap gesegelt, nachdem er durch die Magellanstraße in den Pazifik gelangt und anschließend auf der Suche nach den vermissten Begleitschiffen einige Tage südostwärts gefahren war. Diese Entdeckung sei jedoch von Königin Elisabeth I. zum Staatsgeheimnis erklärt worden. Man glaubte damals, dass der Pazifik vom Atlantik nur durch die von Spanien kontrollierte Magellanstraße weiter nördlich zu erreichen wäre, und die Engländer wollten nicht, dass andere Nationen von der zweiten Route erfahren. Eine Drake’sche Erstentdeckung wurde erst nach 1618 aus politischen und wirtschaftlichen Gründen behauptet und ließ sich schnell durch Prüfung der Aufzeichnungen und Reiseberichte sowie durch Befragung der noch lebenden Mitfahrer widerlegen. Die englische Benennung des Seegebiets in Drake Passage erfolgte erst 1769 durch James Cook bei dessen Vermessung der Küste und ist vermutlich nur Ausdruck einer allgemeinen Verehrung des bis dahin größten englischen Seehelden.
Tatsächlich hatte Drake im Pazifik keine Begleitschiffe mehr, die er vermissen konnte; die hatte er schon im Atlantik oder in der Magellanstraße verloren. Mit der verbleibenden Elisabeth war im Falle einer Trennung ein Treffpunkt 2500 km nördlich vereinbart; eine Vermisstensuche im Süden war also wenig erfolgversprechend. Vielmehr suchte Drake in einem angeblich „50-tägigen Sturm“ Schutz zwischen den Inseln westlich der Magellanstraße und hatte kein Interesse daran, sich immer weiter nach Südosten treiben zu lassen, wo er im Sturm unweigerlich auf der zu erwartenden Terra Australis zerschellen würde. Jedenfalls ließ er sich viel Zeit, die unwirtlichen Inseln des Archipels einzeln zu „erobern“. Ferner geht aus den Navigationsunterlagen hervor, dass er nie südlicher als 55° Süd war, was angesichts einer ansonsten einwandfreien Breitengradbestimmung auf der gesamten Weltreise ausschließt, dass er dem Kap Hoorn näher als ca. 300 km kam. Keinesfalls war er südlich vom Kap, hat die Drakestraße und die Le-Maire-Straße oder Falklandstraße bis zum atlantischen Eingang der Magellanstraße durchfahren, um eine Aussage über die Passierbarkeit zu treffen. Der ehrgeizige Drake hätte auch die kleinste Chance genutzt, eine so ruhmreiche Entdeckung zu machen und zu verifizieren, denn der wirtschaftliche, persönliche, politische und militärische Nutzen war ihm sehr bewusst.
Ähnliche Legenden wurden im Nachhinein auch über die spanischen Kapitäne Francisco de Hoces (1526) und Gabriel de Castilla (1603) verbreitet. Bei beiden ist die Quellen- und Beweislage aber so dürftig und unsicher, dass sich höchstens vermuten lässt, dass beide jeweils aus verschiedenen Gründen an den Einfahrten der Magellanstraße vorbeigesegelt sind und danach eine kurze Zeit südlich davon umherirrten. Im Falle von de Hoces führte die Legende zum gleichen Ergebnis wie bei Drake: das Seegebiet südlich von Feuerland, die Drakestraße, wird im Spanischen Mar de Hoces genannt.

## Schifffahrt

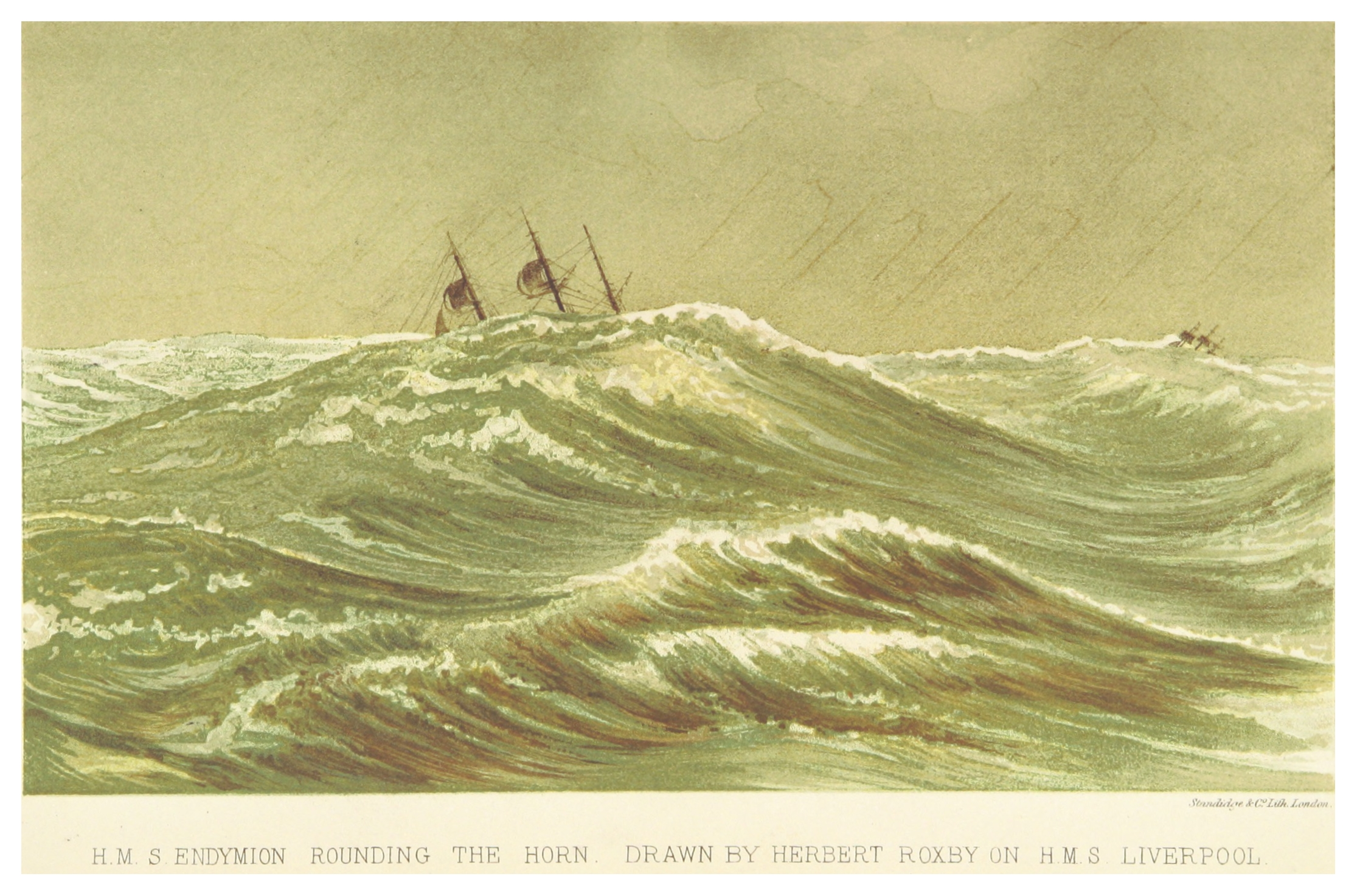
HMS Endymion rundet Kap Hoorn

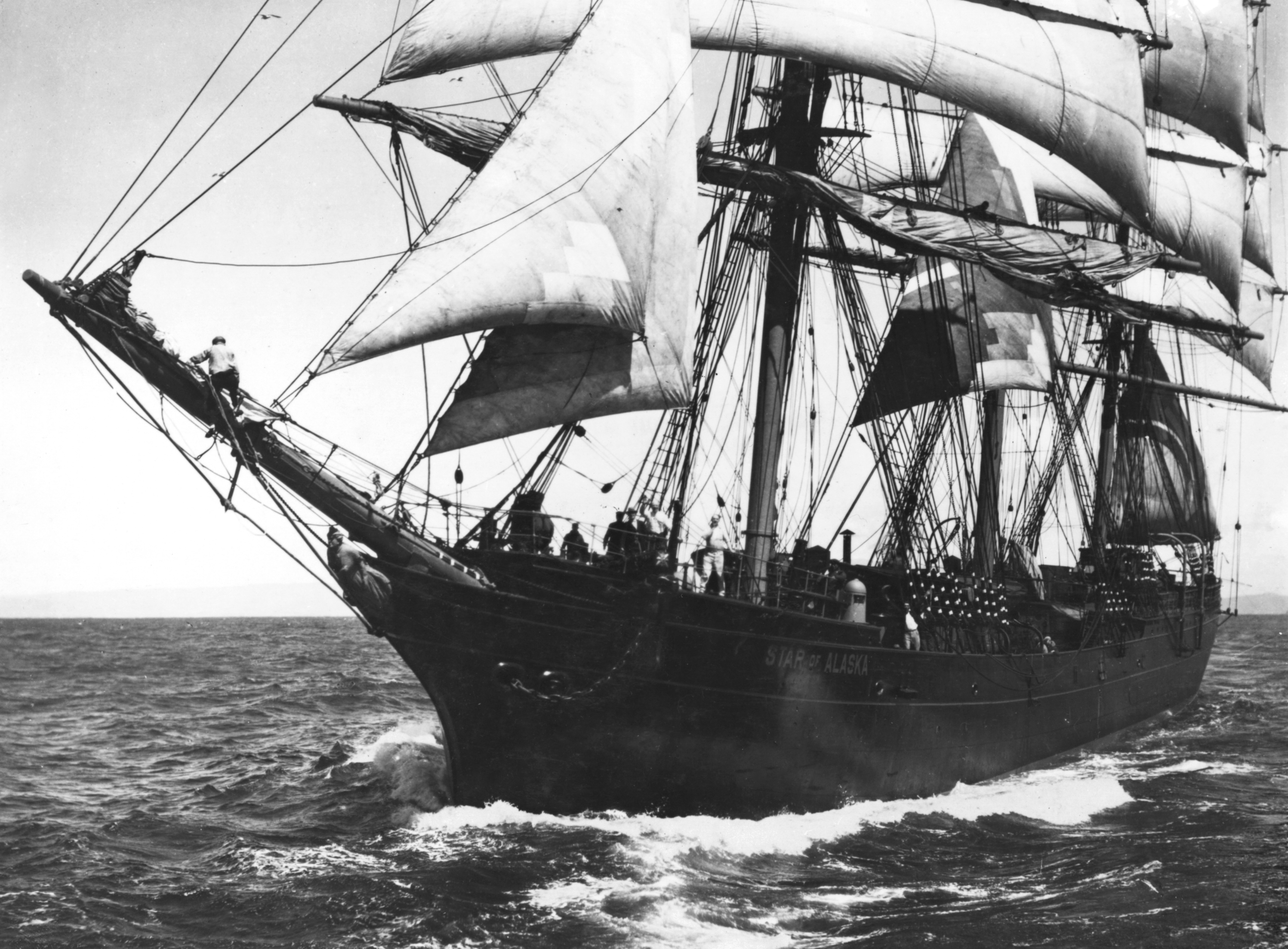
Vollschiff Balclutha ex Star of Alaska, ca. 1904

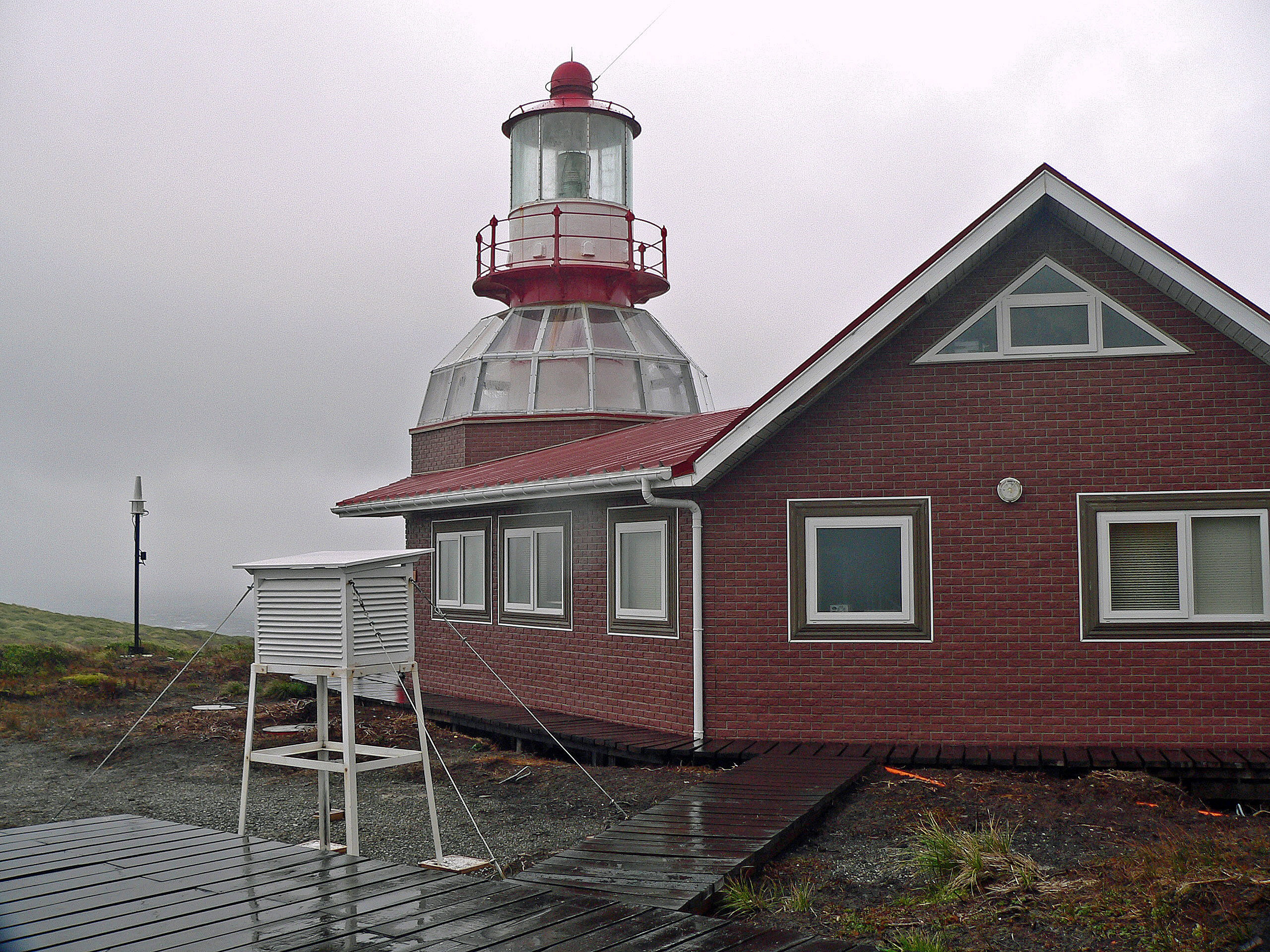
Leuchtturm auf dem Kap Hoorn

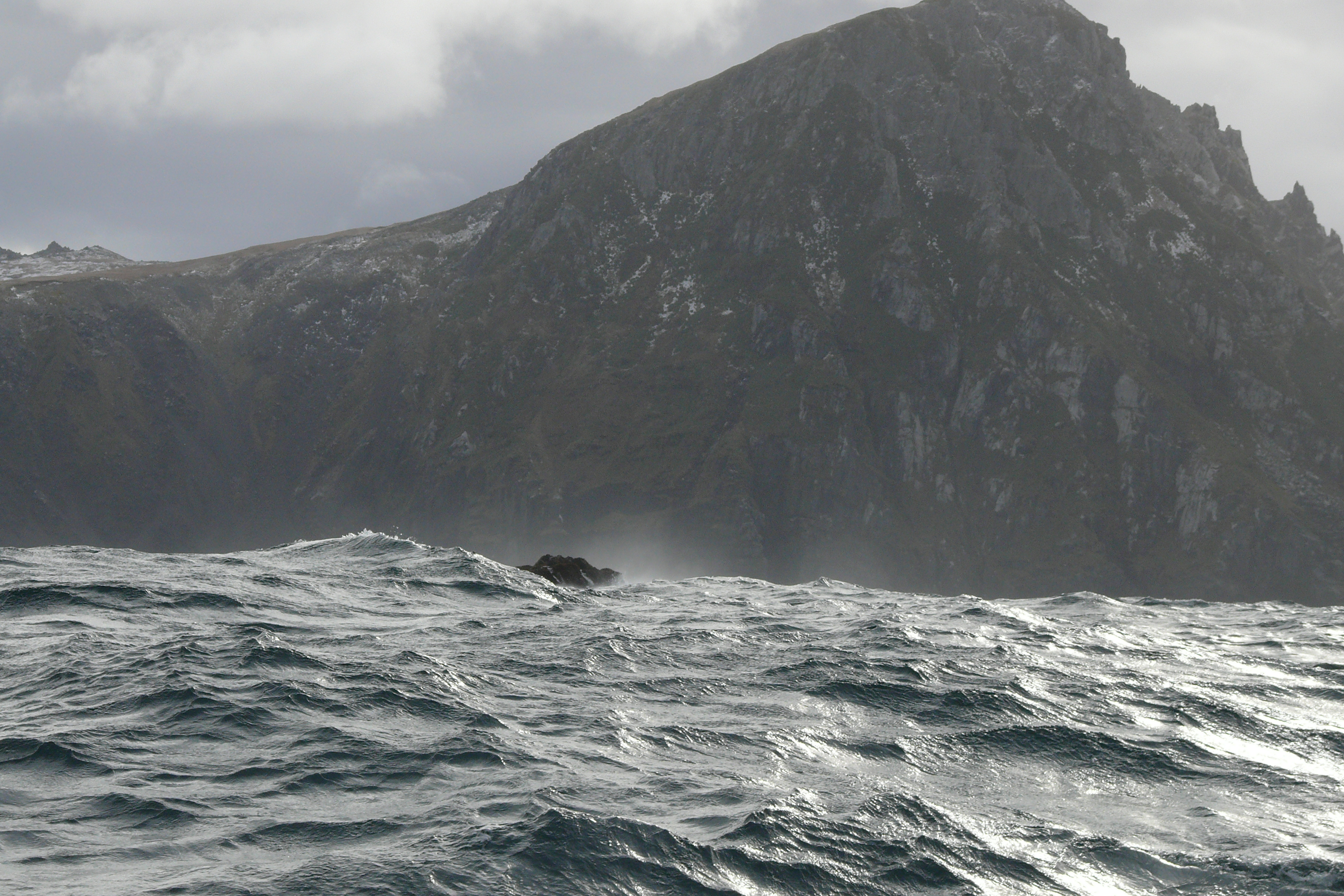
Das Kap Hoorn fotografiert von Bord des Segelbootes "Tari II" von Ingo Kühl am 25. Okt 2009

Die Rundung des Kaps gehörte zu den gefürchtetsten Schiffspassagen, wovon auch die Gründung der Gemeinschaft der Kap Hoorniers zeugt. Kommandierende Kapitäne, die das Kap Hoorn auf einem Frachtensegler ohne Hilfsmotor bezwangen, wurden Ehrenmitglieder dieser internationalen Gemeinschaft.
Bis zur Fertigstellung des Panamakanals im Jahr 1914 war die Umschiffung des Kaps die etwas günstigere Möglichkeit, vom Atlantik aus zur südamerikanischen Westküste zu gelangen. Die dafür auch in Frage kommende Magellanstraße und der Beagle-Kanal, die bereits Jahrhunderte zuvor von Schiffen der Niederländischen Ostindien-Kompanie sowie britischen Forschungsschiffen durchsegelt wurden, boten ihrerseits für Segelschiffe ebenfalls schwierige Wetter- und Strömungsverhältnisse.
Am Kap Hoorn war vor allem die Passage vom Atlantik zum Pazifik gegen die Westwinddrift gefährlich und schwierig. Es forderte von den in diese Richtung segelnden Schiffen ein ständiges Kreuzen bei hoher See und Regen, Kälte, schlechter Sicht und Eisbergen. Das Falsche Kap Hoorn sorgte durch die Verwechslungsgefahr für zusätzliche Schwierigkeiten der Navigation.
Seit der Zeit des Goldrauschs in Kalifornien wurden die Zeiten verglichen, die ein Schiff brauchte, um vom 50. südlichen Breitengrad um das Kap herum wieder auf 50° S zu gelangen. Den Rekord setzte mit 5 Tagen und 14 Stunden der Windjammer Priwall, einer der für ihre Geschwindigkeit berühmten Flying P-Liner. Am längsten brauchte hingegen das Vollschiff Susanna, dessen Kapumsegelung 1905 im südlichen Winter 99 Tage dauerte. Andere Kapitäne gaben auf und liefen Südamerika lieber über Afrika und Australien an. Das Vollschiff Balclutha ex Star of Alaska hält den Rekord für die häufigste Umrundung des Kap Hoorn mit 17 Passagen in 13 Jahren.
Der letzte Handelssegler ohne Hilfsmotor, der das Kap rundete, war 1949 die damals unter finnischer Flagge fahrende Viermastbark Pamir. Mit der – allerdings mit einem Hilfsmotor ausgestatteten – Bark Alexander von Humboldt (Bremerhaven) rundete am 13. Januar 2006 erstmals seit 1939 wieder ein Rahsegler unter deutscher Flagge das Kap. Es folgte die Gorch Fock, das Segelschulschiff der Deutschen Marine, die im Januar 2011 erstmals in ihrer mehr als 50-jährigen Dienstzeit das Kap rundete.

## Erinnerung

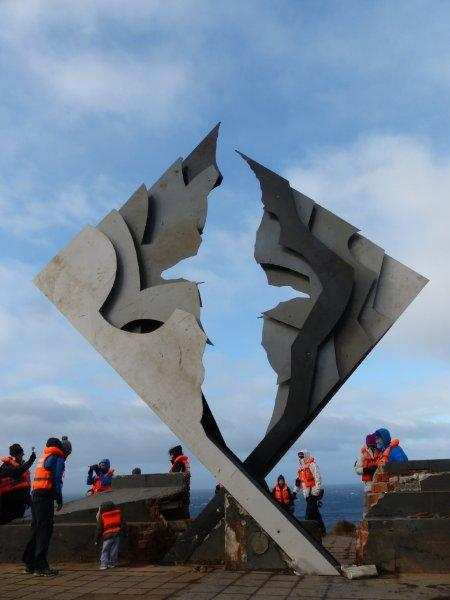
Restauriertes Denkmal (2015)

Schätzungen zufolge wurde die See vor Kap Hoorn mehr als 800 Schiffen und mehr als 10.000 Menschen zum Verhängnis und zum größten Schiffsfriedhof der Welt. Zum Gedenken an diese Seeleute wurde am 5. Dezember 1992 ein Denkmal, Werk des Künstlers José Balcells, auf dem Kap eingeweiht, das einen stilisierten Albatros darstellt. Ein Gedicht der chilenischen Dichterin Sara Vial für die Ertrunkenen findet man auf einer Tafel in der Nähe:
Ich bin der Albatros, der am Ende der Welt auf dich wartet.
Ich bin die vergessene Seele der toten Seeleute,
die zum Kap Hoorn segelten, von allen Meeren der Erde.
Aber sie sind nicht gestorben im Toben der Wellen,
denn jetzt fliegen sie auf meinen Schwingen für alle Zeit in die Ewigkeit,
wo am tiefsten Abgrund der antarktische Sturm heult.
Das Denkmal war ausgelegt, Stürmen mit bis zu 200 km/h zu trotzen. Dennoch konnte am 10. November 2014 die westliche Hälfte dem Wind nicht Stand halten. 2015 wurde es restauriert und am 27. Oktober konnte es erstmals wieder besichtigt werden.

## Film
- Michael Schomers: „Am Ende der Welt: Kap Hoorn“, NDR/ARTE, 60 min, 2002 (Buch: Michael Schomers / Wolfram Engelhardt, Produktion: Lighthouse Film, Köln/Unkel)
- „Am Ende der Welt: Kap Hoorn“ – ARTE-Themenabend „Kap Hoorn“ (Buch: Michael Schomers und Wolfram Engelhard, Regie: Michael Schomers, ARTE/ZDF 2002, 60 Min.). Eine Reportage über die letzten Cap Horniers, die große Zeit der Segelschiffe, Feuerland und Kap Hoorn, Produktion: Lighthouse Film, Köln/Unkel, Internet: www.Lighthouse-Film.de
- „Mythos Kap Hoorn“, ZDFInfo, 45 min, 2016. Dokumentation über Kap Hoorn-Umsegelungen von bekannten Seefahrern, wie Willem Cornelisz Schouten und Arved Fuchs.[7][8]